# Atlet
En Atlet (græsk athlētēs = en, der kæmper om at modtage athlon = sejrpris, førstepræmie) var oprindeligt en deltager i oldgræske idrætskonkurrencer; i dag en, der dyrker en form for sport; eller en muskuløs og veltrænet person. 
I dag ofte brugt som et synonym for en atletikudøver, men udtrykket "atlet" kan også anvendes om andre idrætsudøvere, blandt andet boksere, brydere og vægtløftere.
I dag tales der om "en atletisk krop"; men i antikkens Grækenland var atleten simpelthen en mand, der var ude efter at vinde athlon. Han kunne være en hesteejer, godt oppe i årene og med tyk mave. Den gæveste øvelse i Olympia og andre steder var hestevæddeløb, hvor man kørte om kap med firspand. Det var hesteejeren - ikke kusken - der blev udråbt som sejrherre, selv om han i vore øjne ikke var det mindste "atletisk". 